# Надін Краузе
Надін Краузе (народилась 25 березня 1982 року у Вайблінгені) — німецька гандболістка, яка грає за TSV Bayer Leverkusen на позиції лівого захисника. Вона дебютувала в німецькій A-Team в 1999 році, у віці 17 років. Була кращим бомбардиром на чемпіонаті світу 2005 року і була визнана світовим гравцем IHF в 2006 році.

## Досягнення
- Кубок Німеччини:
  - Переможець: 2002
- EHF Challenge Cup:
  - Переможець: 2005
- EHF Cup Winners' Cup:
  - Переможець: 2009
- World Championship:
  - Бронзовий призер: 2007

## Нагороди і визнання
- Світовий гравець IHF року: 2006
- Німецький гандболіст: 2005, 2006
- All-Star Left Back of the European Championship: 2004
- Бундесліга Гравець сезону: 2004-05, 2005-06, 2006-07
- Кращий бомбардир чемпіонату світу: 2005
- Кращий бормбардир чемпіонату Європи: 2006
- Кращий бомбардир Бундесліги: 2005, 2006
- Кращий бомбардир Damehåndboldligaen: 2008